# 帖木儿塔
帖木儿塔，位于山西省太原市阳曲县杨兴乡史家庄村，是中华人民共和国全国重点文物保护单位之一。
2004年6月10日，公布为山西省文物保护单位，2013年5月公布为全国重点文物保护单位，是一座古建筑。